# 趙鴻
趙鴻，字兵六，贵州長順人，一說安徽省寧國府涇縣人，清政治人物、進士出身。
光緒二十年（1894年）太后六旬甲午恩科進士，三甲五十八名，同年五月，著交吏部掣签分发各省，以知县即用，后官四川知縣。